# Derek Worlock
Derek John Worlock (ur. 4 lutego 1920 w Londynie, zm. 6 lutego 1996 w Liverpoolu) – angielski duchowny katolicki, biskup.
Przyjął święcenia kapłańskie 3 czerwca 1944. W październiku 1965 został mianowany biskupem Portsmouth; przyjął sakrę biskupią 21 grudnia 1965 z rąk arcybiskupa Westminsteru, kardynała Johna Heenana. W lutym 1976 został przeniesiony do Liverpoolu na stolicę arcybiskupią. W diecezji zajmował się z zaangażowaniem sprawami społecznymi, działał także w instytucjach Kurii Rzymskiej, był m.in. radcą (konsultorem) Papieskiej Rady ds. Świeckich. W 1982 podejmował w archidiecezji papieża Jana Pawła II. Zmarł w przededniu 20. rocznicy powołania na stolicę liverpoolską, krótko po jubileuszu 50-lecia święceń kapłańskich.